# Alfa Romeo Nuvola

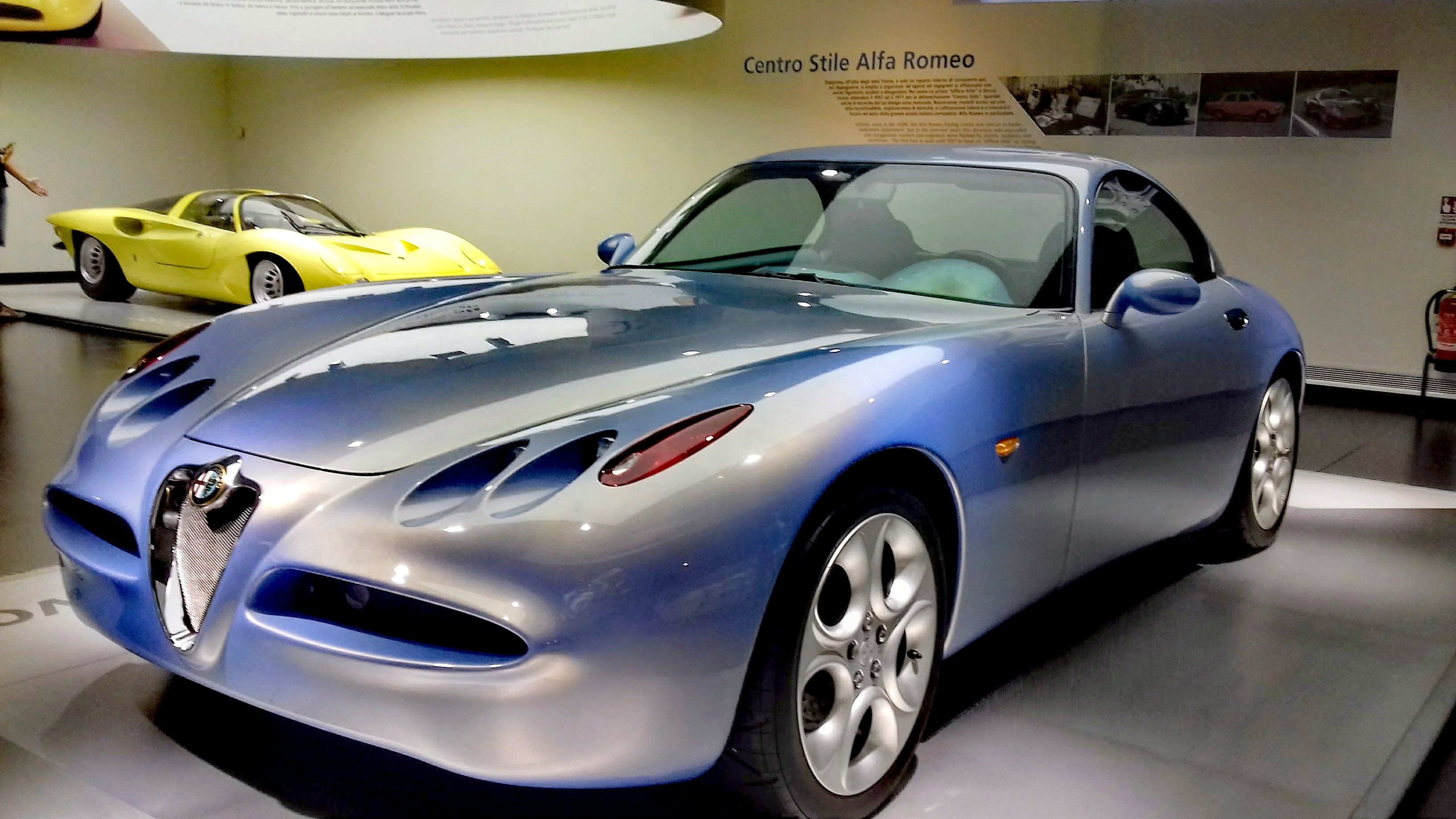
De Nuvola uit 1996

De Alfa Romeo Nuvola is een conceptauto van het Italiaanse autohuis Alfa Romeo uit 1997. De auto zou voor het eerst te zien zijn op de Autosalon van Turijn, maar werd hier toch maar niet geshowd, omdat het ten koste zou gaan voor aandacht aan de nieuwe Fiat Bravo.
De auto is genoemd naar Tazio Nuvolari, een van de beroemdste racers ter wereld. De motor was goed voor 300 pk. Van de Nuvola is ook een spiderversie (cabrio) geproduceerd. Het ontwerp heeft invloeden uit het verleden met bijvoorbeeld een gaasgrille.